# Лозуватка (притока Аджамки)
Лозуватка — річка в Україні у Кропивницькому районі Кіровоградської області. Права притока річки Аджамки (басейн Південного Бугу).

## Опис
Довжина річки приблизно 10,02 км, найкоротша відстань між витоком і гирлом — 9,51  км, коефіцієнт звивистості річки — 1,05 . Формується багатьма та загатами.

## Розташування
Бере початок на південно-східній стороні від села Созонівка. Тече переважно на південний схід через село Гаївку і на південно-західній околиці села Демешкове і впадає у річку Аджамку, ліву притоку річки Інгулу.

## Цікаві факти
- У ХІХ столітті з-поміж 46 балок, які впадали у річку Аджамку, Лозуватка вирізнялася своєю багатоводністю; у ній було до 60 джерел, і вода взимку ніколи не замерзала.[4]
- У XX столітті на річці існували скотні двори та декілька газових свердловин[2], а у XIX столітті — багато вітряних млинів[1].